# René Boileau
René Boileau (26 octobre 1754 - 11 juillet 1831) est un homme politique québécois. Il était le député de Kent de 1792 à 1796 à la chambre d'assemblée du Bas-Canada pour le parti canadien.